# Debate

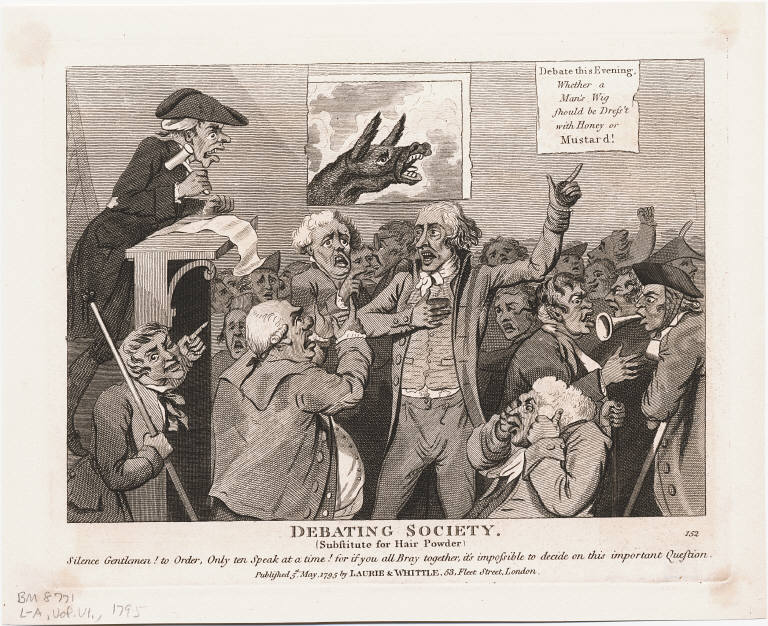
«Debate esta noche: ¡Si la peluca de un hombre debe vestirse con traje con corbata, con miel o mostaza!». Caricatura satirizando el contenido de los debates. 1795.

El debate es la discusión en la que dos o más personas opinan acerca de uno o varios temas  en  la que cada uno expone sus ideas y defiende sus opiniones e intereses.

## Algunos formatos de debate

### Karl Popper
El formato Karl Popper, basado en el filósofo del mismo nombre, es la forma de debate más clásico y generalmente el primero en aprender.[cita requerida] Se basa en una contienda de dos puntos de vista argumentados: «afirmativo» y «negativo» sobre un tema polémico. El equipo afirmativo ofrece argumentos en apoyo a las propuestas, y una postura negativa discute contra ellas. Se espera que ambos equipos respondan el uno al otro los argumentos, dando lugar a un intercambio de ideas a partir de la investigación neutral, que cada grupo hizo antes del debate. Por lo anterior, este formato suele necesitar respaldos y garantías empíricas en sus argumentaciones. Este formato puede dividirse en diez partes, seis de ellas consisten en discursos sin interrupción y las otras cuatro partes consisten en preguntas entre dos o más personas oradores, uno de cada equipo. Además, ambos bandos cuentan con una determinada cantidad de tiempo que pueden solicitar durante el transcurso del debate a fin de preparar su estrategia de equipo y coordinar las argumentaciones o refutaciones. Dicho tiempo, comúnmente no excede los ocho minutos y cada equipo puede solicitarlo por fracciones si así lo decaen.[cita requerida]

### Lincoln-Douglas
Este formato de debate proviene de los debates sostenidos entre Abraham Lincoln y Stephen A. Douglas en el año 1858, cuyos temas se centraban en los tópicos de la esclavitud, la moral y los valores. Surgió también como una reacción a la desmesura del debate de política de equipo, estableciéndose aquí una discusión de dos personas. Consecuente con la raíz de su nacimiento, este tipo de formato trata de controversias de índole valórica. Así, a diferencia del debate político, el formato LD no requiere de argumentos que se basen en estadísticas o datos empíricos, sino que es un debate de carácter eminentemente valórico cuyo sustento son los principios morales y la lógica con que el orador los emplea para sostener su postura. Consta de siete etapas, de las cuales dos corresponden a discursos argumentativos, tres a discursos de refutación y dos a preguntas cruzadas.[cita requerida]

### Debate al estilo de Oxford
Este formato de debate proviene de la sociedad de debate Oxford Union de la Universidad de Oxford. Un debate al estilo Oxford es un formato de debate competitivo que presenta una moción propuesta por un lado, mientras que el otro lado se opone. Hay dos votaciones, una se lleva a cabo al inicio del debate y la otra se realiza al final. El bando que obtiene más votos en la segunda votación gana el debate. Los debates al estilo de Oxford siguen una estructura formal que comienza con los miembros de la audiencia emitiendo un voto previo al debate sobre la moción que puede ser: a favor, en contra o indeciso. Cada orador comienza su exposición con un discurso de apertura de siete minutos, después de ello los oradores responden a las preguntas formuladas por la audiencia. Finalmente, cada orador pronuncia un discurso de clausura de dos minutos y el público allí presente emite un segundo voto que decidirá quién es el ganador.

### Debate al estilo del Parlamento Británico
El modelo de debate del Parlamento Británico o BP, por sus siglas en inglés (British Parliamentary), es un formato común de debate académico. Tiene una fuerte tradición en países como el Reino Unido, Irlanda, Canadá, Alemania, Colombia, Paraguay, Filipinas, Perú, El continente Africano Etc. También ha sido adoptado como el estilo oficial del Campeonato Mundial Universitario de Debate en español e inglés (World Universities Debate Championship). Las intervenciones de los debatientes suelen durar entre cinco y siete minutos, siendo este último el tiempo más común en las grandes competiciones. En cuanto a su tradición, en países de habla hispana destacan países como Chile, Perú, Venezuela, Colombia y España, quienes encabezan el ranking histórico del mundial. Igualmente, en países como México y Estados Unidos se ha consolidado un fuerte apoyo al debate académico en este formato.

## Reglas para el moderador
Quienes van a debatir deberán conocer plenamente el tema a debatir. Durante el debate el moderador debe tener en cuenta:[cita requerida]
- Decir nombre y edades de los participantes.
- Anunciar el tema y ubicarlo dentro del proceso.
- Intervenir en caso de que un miembro del otro equipo levante la voz.
- Describir la actividad.
- Decir las conclusiones del tema.
- Eres neutral (no eres de un equipo u otro).

## Reglas a tener en cuenta
Para desarrollar y llevar a buen término los ejercicios de Debate, resulta muy importante que tanto el emisor como el receptor, consideren los siguientes puntos:[cita requerida]
- Ser breve y concreto al hablar.
- No subestimar al otro.
- No hablar en exceso para evitar discusiones
- Articular correctamente los sonidos, empleando un tono de voz adecuado a la situación concreta de entonación y al contenido del mensaje (interrogación, exclamación, sonidos indicativos de fin de enunciación, pausas, entre otras).
- No salir del tema planteado.
- Respetar el tiempo de preguntas de cada uno.

## Argumentos
- El argumento a favor se llama pruebas y los que están en contra se llaman objeciones.
- Por los primeros, se intenta demostrar la validez de las afirmaciones o argumentos de la parte.
- Por los segundos, se intentará mostrar los errores de la contraparte.

### Argumentos lógicos racionales
- Sintomáticos o por signo: Las razones se presentan en forma de indicios, signos o síntomas que conducen a una breve conclusión. Por ejemplo: No sería extraño que Juan tuviese un ataque

. Come, bebe, fuma en exceso, además trabaja demasiado. 
- Nexos causales: Las razones se presentan como la causa que provoca la conclusión: uno es causa de otro. Por ejemplo: Correr 5 kilómetros diarios produce un bienestar general del sistema cardiovascular. Corra por su vida.
- Analógicos: Razonamiento basado en la existencia de atributos semejantes en seres o cosas diferentes. Por ejemplo: Debe haber una preocupación permanente por el medio ambiente, igual que por un auto. Este se debe mantener limpio, repararlo cuando se requiera y usar de un modo racional sus beneficios.
- Por generalización: A partir de varios casos similares, se puede generalizar una tesis común a todos ellos, comprobándola mediante solución.

### Falacias
Un buen argumento debe aportar apoyo suficiente para aceptar la conclusión, y las premisas deben estar relacionadas con la conclusión. Una argumentación insuficiente es considerada una falacia. Por ejemplo: «Mi primera novia me traicionó, por lo que todas las parejas son traidoras» (la cantidad de casos no es suficiente para concluir, por lo que se denomina conclusión apresurada); o «Estoy en desacuerdo con las prácticas educacionales de la profesora» (las razones que plantea no tienen relación con la conclusión: razón irrelevante).

## Funciones y virtudes de un debate
- Ejercicio para el intelecto, ya que sirve para desarrollar múltiples habilidades.
- Para reforzar y mejorar la personalidad, en aspectos como la autoestima, seguridad, confianza, expresión verbal y corporal.
- Eleva el criterio para tomar una decisión, ya que enseña a exponer las ventajas y desventajas de un punto de vista.
- Como medio para alcanzar la pluralización en cuanto a ideas.
- Como medio informativo/expositivo, ya que como espectador de un debate se puede llegar a clarificar mucho acerca del tema tratado o a debatir.

Así mismo se ejercitan habilidades específicas como:
- Escucha crítica.
- Razonamiento y pensamiento crítico.
- Estructuración de ideas.
- Respuesta rápida y adecuada.
- Expresión oral efectiva.
- Dialéctica
- Conversación
- Falacia
- Prejuicio cognitivo
- Pensamiento crítico
- Controversia